# Salgen
Salgen är en kommun och ort i Landkreis Unterallgäu i Regierungsbezirk Schwaben i förbundslandet Bayern i Tyskland.
Kommunen ingår i kommunalförbundet Pfaffenhausen tillsammans med köpingen Pfaffenhausen och kommunerna Breitenbrunn och Oberrieden.